# Vladimir Vakhmistrov
Vladimir Sergeyevich Vakhmistrov (em Russo: Владимир Сергеевич Вахмистров) (1897-1972) foi um engenheiro aeronáutico soviético. É famoso por ter criado uma série de aeronaves parasitas sob o projecto Zveno.